# Thermalbad Wiesenbad
Thermalbad Wiesenbad é um município da Alemanha localizado no distrito de Erzgebirgskreis, região administrativa de Chemnitz, estado da Saxônia.